# 杜兰线
杜兰线（英語：Durand Line）指巴基斯坦和阿富汗长达2430公里的边界分界线。它最先於1893年訂立作為英屬印度和阿富汗邊界，由英国外交大臣莫蒂默·杜兰与阿富汗国王阿布杜爾·拉赫曼汗制定，定奪雙方勢力範圍界限，並務求改善外交關係和貿易。
早於制定杜兰线以前，阿富汗的外交事務已受到英國箝制，在第二次英国-阿富汗战争期間簽訂的1879年《甘达马克条约》已經使阿富汗割讓了奎達、皮辛、赫爾奈、錫比、古勒姆和開伯爾地區給英屬印度。因為双方僵持不下，1893年11月12日英国外交大臣莫蒂默·杜兰作为英国女王全权代表与阿富汗国王阿布杜爾·拉赫曼汗在喀布尔订约划定。英国人以此作为阿富汗和英属印度的分界线；该分界线以当时的英属印度政府外交大臣莫蒂默·杜兰主持起草，以其名字命名。杜兰线把一半普什图族的家園劃給英國。1901年，普什图族為主的西北边境省（North-West Frontier Province）設立了，在杜兰线英國的一邊，而當地的一些土邦在保持與英國友好的前提下獲允許保留自治權。但是和約簽訂後，瓦濟里斯坦人等部落依然在反抗英國統治。
1893年11月12日的單頁協議共有七項條款，當中說明不可以干預界線的另一邊。1894年起英國與阿富汗共同制定停火線，佔了邊界的1300公里。因應英國與俄羅斯之間的「大博弈」，杜兰线的制定等於讓阿富汗成為兩國在區內的緩衝區。1919年《英國-阿富汗條約》對這條線作出了微調，並在印巴分治後由巴基斯坦自治領和后来的巴基斯坦伊斯兰共和国繼承。

## 歷史

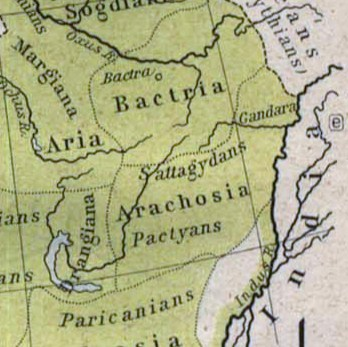
公元前1千年的阿拉霍西亞和Pactyans

被杜蘭線貫穿的地區，自古代以來已經居住著原住當地的普什圖族。在公元前500年左右，古希臘歷史學家希羅多德提到早於公元前1千年阿拉霍西亞裡面和附近已經居住著一個叫「Pactyans」的民族。俾路支部落住在線的南端，一個與普什圖族分開的地區——俾路支斯坦。
阿拉伯人於7世紀征服了當地，把伊斯蘭教傳給了普什圖族。據指有部分早期的阿拉伯人在蘇萊曼山脈與普什圖族雜居。歷史中普什圖族有「阿富汗族」的稱呼，早至10世紀出現在阿拉伯語編年史裡。普什圖族的地區（今稱為普什圖尼斯坦）先後被加兹尼王朝、古爾王朝、帖木兒王朝、漢達基王朝和錫克帝國統治。
1839年，第一次英阿戰爭，英國帶領的印度人軍隊入侵了阿富汗。兩年後的1842年，戰爭以英國戰敗結束。1878年第二次英阿戰爭，英國再度入侵阿富汗。英國成功扶植阿布杜爾·拉赫曼汗為埃米爾，並於1880年簽署《甘达马克条约》。阿富汗把大量前沿地區割給了大英帝國，加上要落實英國所需的地緣政治需要。
1893年，莫蒂默·杜蘭獲指派到喀布爾與阿布杜爾·拉赫曼汗制定協議，規範兩國的勢力範圍，以及改善兩國的外交關係與經貿來往。1893年11月12日，杜蘭線協議達成。雙方之後到了阿富汗霍斯特附近的帕拉契納，今天巴基斯坦开伯尔-普什图省（原聯邦直轄部落地區）境內的一個小鎮，勾畫這一條邊界線。杜蘭線協議的正本由英文寫成，翻譯本為達利語。
協議的後果，就是英方多了一個行政區，称为「西北邊境省」，今天它稱為开伯尔-普什图省，包含了联邦直辖部落地区和邊疆區。協議也使阿富汗獲得努里斯坦省和瓦罕走廊。
由于杜兰线是英国入侵阿富汗时强加给阿富汗当局的，儘管它被國際認可為巴基斯坦西面邊界，阿富汗一直極不願意承認它。当时英国人划分此线，目的是拆散使其畏惧的普什图族，至今，普什图人一半生活在巴基斯坦控制的边界一侧，另一半在阿富汗边界一侧。第一任阿富汗總統穆罕默德·達烏德汗曾經強烈地反對這邊界並就此發動宣傳戰，但於1976年8月到訪巴基斯坦時他就放軟了態度，承認杜兰线是國際邊界。然而，之后的阿富汗政府仍然反对杜兰线为巴基斯坦—阿富汗边界。
2017年3月，巴基斯坦總理納瓦茲·謝里夫下令重新開放巴基斯坦與阿富汗間的邊界，以與阿富汗一同打擊塔利班在邊界的活動，而阿富汗前總統哈米德·卡爾扎伊明言阿富汗「永不承認」杜兰线是兩國邊界。
2021年，阿富汗塔利班夺取政权后，阿富汗政府申明其人民跨越殖民时代边界且自由出入的权利。因此，它并不承认该线为国际边界，并将其视为阿富汗土地被英国占领后由巴基斯坦继承的分界线。塔利班上台一年来，与周边国家爆发了27次冲突，其中与巴基斯坦的冲突就有18次。阿富汗外交部边境管制委员会的一位消息人士称：“我们反对建造〈巴基斯坦-阿富汗边境〉栅栏，因为这会把居住在英国占领者划定的边界线两侧的阿富汗家庭隔开，我们不会允许这个计划完成。与此同时，巴基斯坦还希望沿线新建750个边境哨所。这对该地区居民和政府来说是一个非常敏感的问题。”此后两国关系再度恶化。

## 延伸阅读
- "Durand’s Curse: A Line Across the Pathan Heart" by  Rajiv Dogra, Publisher: Rupa Publications India
- . Internationales Asienforum. May 2013, 44 (1–2)  [2019-12-14]. （原始内容存档于2014-10-27）.

## 外部連結
- Text of the Durand Line Agreement, 12 November 1893 （页面存档备份，存于）
- The Durand Line Agreement (1893): Its Pros and Cons （页面存档备份，存于）
- "The Durand Line: History and Problems of the Afghan-Pakistan Border" （页面存档备份，存于） Bijan Omrani, published in Asian Affairs, vol. 40, Issue 2, 2009.
- "Rethinking the Durand Line: The Legality of the Afghan-Pakistan Border" （页面存档备份，存于）, published in the RUSI Journal, Oct 2009, Vol. 154, No. 5
- No Man's Land – Where the imperialists' Great Game once unfolded, tribal allegiances have made for a "soft border" between Afghanistan and Pakistan—and a safe haven for smugglers, militants and terrorists
- Culture, Politics Hinder U.S. Effort to Bolster Pakistani Border （页面存档备份，存于）, The Washington Post 30 March 2008
- "Border Complicates War in Afghanistan" （页面存档备份，存于）, The Washington Post, 4 April 2008
- History and arguments on the Durand Line （页面存档备份，存于）